# Wincentyna Karska

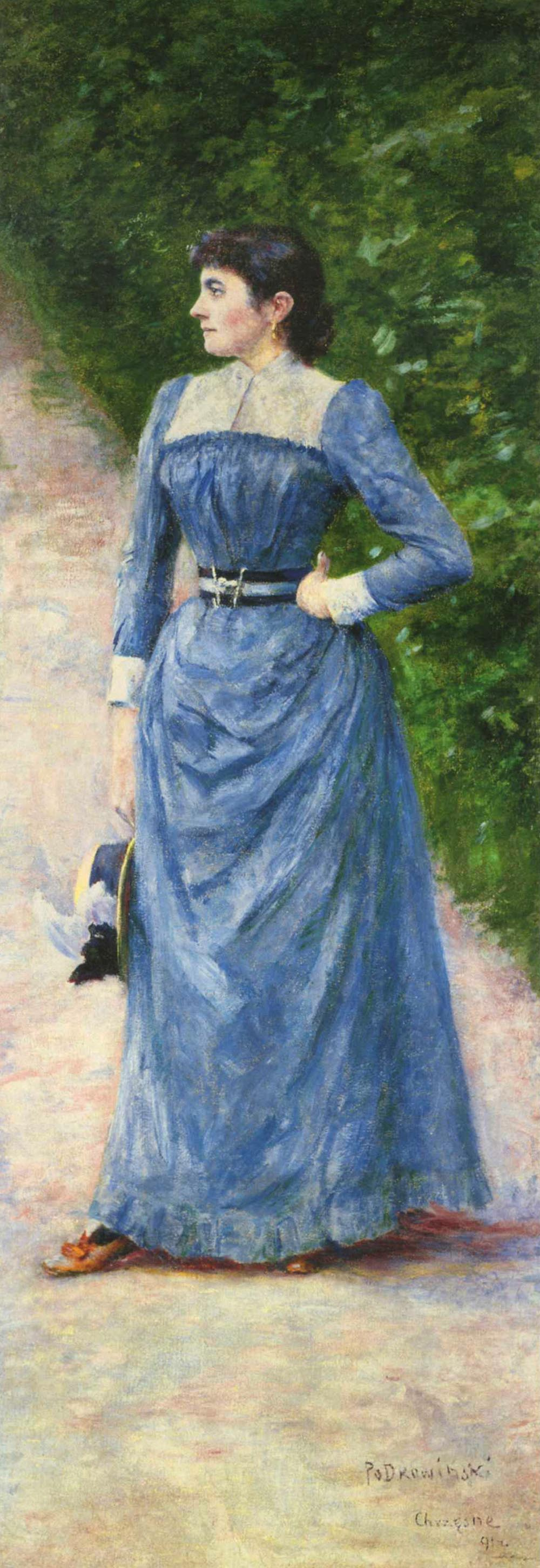
Władysław Podkowiński, Wincentyna Karska (1891) – Muzeum Narodowe, Warszawa

Wincentyna Karska z d. Koskowska (ur. 1865, zm. 1957) – polska ziemianka, ostatnia właścicielka majątku Chrzęsne, w gminie Tłuszcz, w powiecie wołomińskim.

## Życiorys
Wywodziła się z rodu Koskowskich. Była najmłodszą córką Wincentego – właściciela Chrzęsnego i Adolfy z d. Zambrzyckiej. Miała cztery siostry: Ewę – pianistkę, żonę artysty Miłosza Kotarbińskiego, Stanisławę – żonę Juliana Maszyńskiego, Marię – po mężu Miłobędzką oraz Bronisławę – żonę matematyka Tytusa Babczyńskiego. To ona jednak odziedziczyła dobra, które posiadała przez pięćdziesiąt lat. Nieco krócej bardzo dobrze zarządzała majątkiem. Gdy przybyło jej lat, prowadzenie gospodarstwa przejęła córka – Gabriela, po mężu Dobiecka (1900-1979), która w późniejszym czasie decyzją Jarosława Iwaszkiewicza została pierwszą kierowniczką Domu Literatów.
Była żoną Zygmunta Karskiego seniora, domniemanego syna cara Aleksandra II, który pieczętował się herbem Jastrzębiec. Miała z nim dwoje dzieci: ww. Gabrielę i Zygmunta „Dzidziusia” Karskiego – poetę i adwokata. 
W swoim pałacu w Chrzęsnem gościła przedstawicieli sztuki. Często bywał tam prekursor impresjonizmu w Polsce – Władysław Podkowiński, który namalował jej portret en pied. W Chrzęsnem poszeptywano, iż przyczyną wizyt malarza jest jego uczucie do Wincentyny. Artysta jednak swój afekt kierował raczej ku jej siostrze – Stanisławie, której twarz niektórzy ówcześni rozpoznawali na najsłynniejszym obrazie mistrza – Szał uniesień. Obie siostry były wtedy mężatkami.
Dzięki synowi poznała wielu czołowych przedstawicieli literatury polskiej, wśród których byli poeci ze „Skamandra”. Podczas okupacji niemieckiej udzielała schronienia żołnierzom sił zbrojnych Polskiego Państwa Podziemnego. Ukrywała w pałacu oficerów AK, m.in. porucznika Edwarda Nowickiego ps. „Tyczka” i podpułkownika Jana Estkowskiego ps. „Szczapa”. Po wojnie władze komunistyczne skonfiskowały jej majątek.
Ostatnie lata życia spędziła w Domu Literatów (właśc. Domu Pracy Twórczej) w Oborach. Zmarła w wieku 92 lat w 1957. Została pochowana na cmentarzu parafialnym w Postoliskach, w grobowcu rodzinnym Koskowskich.

## Upamiętnienie
- Literat i dyplomata Stanisław Baliński sportretował Karskich oraz ich posiadłość Chrzęsne w noweli grozy Koniec rodziny Jasnych, opublikowanej w 1923 w dwóch zeszytach „Skamandra” – majowo-czerwcowym i lipcowo–sierpniowo–wrześniowym[2]. Bohaterowie noweli występowali pod zmienionymi nazwiskami w stosunku do pierwowzorów. Zygmunt Karski np. został przedstawiony jako Zygmunt Jasny.
- Główna ulica w Chrzęsnem nosi jej imię.
- W 2018 odbyła się premiera poświęconego jej osobie i pałacowi filmu dokumentalnego, pt. Chrzęsne Wincentyny Karskiej[3].